# Sphaerostephanos simplicifolius
Sphaerostephanos simplicifolius är en kärrbräkenväxtart som först beskrevs av John Smith och William Jackson Hooker, och fick sitt nu gällande namn av Holtt. Sphaerostephanos simplicifolius ingår i släktet Sphaerostephanos och familjen Thelypteridaceae. Inga underarter finns listade.